# Weapons of Mass Destruction
Weapons of Mass Destruction (engl. Massenvernichtungswaffen) ist das fünfte Musikalbum von Xzibit. Es erschien am 14. Dezember 2004 in den USA und am 6. Dezember 2004 in Deutschland.

## Entstehungsgeschichte
Weapons of Mass Destruction erschien 2004 bei Sony Urban Music & Columbia Records, beides Unterlabels von Sony BMG Music Entertainment, sowie auf Xzibits eigenem Label Open Bar Entertainment. Es folgte dem Zwei-Jahres-Rhythmus, den Xzibit seit seinem Debüt eingehalten hat. Zur Zeit der Entstehung und Veröffentlichung begann Xzibit an seinem zweiten Standbein, der Schauspiel- und Showmasterkarriere, zu arbeiten. Es kennzeichnete die Rückkehr Xzibits zu einem bodenständigeren Stil. Die beiden Vorgängeralben Man Vs. Machine und Restless waren kommerzieller ausgerichtet und mit mehr prominenten Gästen (Dr. Dre, Eminem, Snoop Dogg) ausgestattet.
Es wurde am 2. Februar 2005 von der RIAA mit Gold ausgezeichnet.

## Versionen
Weapons of Mass Destruction war in vier Versionen erhältlich. Zum einen eine mit einem blauen Cover, in dem nur die CD war, zum anderen eine limitierte Auflage, bei der eine veränderte Hülle aus Pappe benutzt wurde und zusätzlich zur CD eine DVD beigelegt war. Die DVD zeigt neben dem Video von Hey Now (Mean Muggin') Szenen von den Aufnahmen der einzelnen Lieder sowie Filme von Auftritten. Auch als Schallplatte ist das Album erhältlich sowie die normale CD als zensierte Version.

## Titelliste
1. State of the Union – 1:30
  - Intro des Albums; ist ein Zusammenschnitt aus Reden von George W. Bush, die ihn als Tyrannen & Massenmörder erscheinen lassen.
  - Produziert von Thayod Ausar.
2. LAX – 3:44
  - Der Titel ist ein Wortspiel, basierend darauf, dass der Los Angeles International Airport LAX genannt wird und sich Xzibit selbst kurz X nennt und aus Los Angeles kommt.
  - Produziert von Sir Jinx & Mystro.
3. Cold World – 3:50
  - Mit Jelly Roll.
  - Produziert von Jelly Roll
4. Saturday Night Live – 4:19
  - Mit Jelly Roll, Krondon und Truth Hurts.
  - Produziert von Jelly Roll
5. Muthafucka – 2:54
  - Mit Jelly Roll
  - Produziert von Rick Rock
6. Beware of Us – 4:09
  - Ist eine Vorstellung von Xzibits Gruppe Strong Arm Steady im Battle-Rap-Stil.
  - Mit Strong Arm Steady.
  - Produziert von Khalil.
7. Judgement Day – 3:22
  - Mit Dontae Winslow & Mashica Winslow.
  - Produziert von Khalil.
  - Enthält Samples von "It Can’t Make Any Difference To Me" von Dave Mason.
8. Criminal Set – 3:16
  - beinhaltet ebenfalls einen Seitenhieb auf Will Smith. („But lately I’ve been feelin’ like Will Smith / Why bother with rap when I can get 20 mill’ on a flick?“)
  - Mit Krondon.
  - Produziert von Battlecat.
  - Enthält Samples von "Amerikkka’s Most Wanted" von Ice Cube.
9. Hey Now (Mean Muggin’) – 4:20
  - Mit Keri Hilson.
  - Produziert von Timbaland.
10. Ride or Die – 4:00
  - Mit Tone & Mitchy Slick.
  - Produziert von Mr. Porter.
11. Crazy Ho – 4:24
  - Mit Strong Arm Steady, Suga Free & Butch Cassidy.
  - Produziert von Khalil.
12. Big Barking – 0:53
  - Skit; ein Mann beschimpft auf einem Anrufbeantworter Xzibit.
13. Tough Guy – 4:24
  - Ist als Antwort auf den Skit geschrieben. Am Ende meldet sich die Stimme wieder und entschuldigt sich.
  - Mit Busta Rhymes.
  - Produziert von Hi-Tek.
14. Scent of a Woman – 4:19
  - Liebeserklärung an seine damalige Verlobte.
  - Mit Dion.
  - Produziert von Hi-Tek.
15. Klack – 5:13
  - Mit Krondon & Mitchy Slick.
  - Produziert von Khalil.
  - Enthält Samples von "Keeps Me Satisfied" von R. Tufo.
16. Back 2 the Way It Was – 3:57
  - Produziert von Thayod Ausar.
  - Enthält Samples von "Changin’" von Sharon Ridley & von "Turn To Stone" von Joe Walsh & Terry Trabandt.

## Singles
Erste Auskopplung ist das Lied Muthafucka, für welches jedoch kein Video gedreht wurde und das nur Radiostationen zur Verfügung gestellt worden war. Die erste richtige Singleauskopplung war Hey Now (Mean Muggin'), auf dessen B-Seite Beware of Us zu hören war. Der Song erreichte die vierthöchste Chartplatzierung in den USA in der Karriere Xzibits. Auf Grund von Differenzen mit dem Label drehte er eigenständig ein weiteres Video zu Criminal Set, an dessen Ende Saturday Night Live angespielt wurde.